# Jan Ferenc
Jan Ferenc – polski grafik, dr hab. sztuk plastycznych, profesor i dyrektor Instytutu Sztuk Pięknych Wydziału Artystycznego Uniwersytetu Marii Curie-Skłodowskiej. 

## Życiorys
19 grudnia 1996 obronił pracę doktorską, 26 czerwca 2002 uzyskał stopień doktora habilitowanego. 11 czerwca 2015 nadano mu tytuł profesora w zakresie sztuk plastycznych. Został zatrudniony na stanowisku profesora i dyrektora w Instytucie Sztuk Pięknych na Wydziale Artystycznym Uniwersytetu Marii Curie-Skłodowskiej.
Wszedł w skład komitetu wspierającego kandydaturę Karola Nawrockiego na prezydenta RP w wyborach w 2025.
Odznaczony Brązowym Medalem „Zasłużony Kulturze Gloria Artis” (2022).